# Traspunte
Traspunte es un oficio del teatro que consiste en prevenir a los actores sobre su inminente entrada en escena (salir al escenario), susurrarles desde bastidores el pie de su parlamento (las primeras palabras que han de decir) y distribuir órdenes y avisos o señalar la realización de diferentes movimientos escénicos desde el espacio denominado "entre cajas". También se le designa "segundo apunte", director de escena y regidor. En la historia del teatro ha heredado las tareas del apuntador o consueta, y más allá del ámbito teatral es sinónimo de anotador, asentador, apunte, comentarista y soplón (galicismo por el término francés para apuntador «souffleur»).

## Cometidos del traspunte
- Seguir con atención el desarrollo de la obra.
- Ordenar la salida a escena de los personajes, siguiendo el "libreto del traspunte".
- Indicar a los actores las puertas por las que deben aparecer en el escenario, cuándo han de hacerlo y qué frase es la que abre su parlamento.
- Hacer, "entre cajas", las tareas de apuntador.
- Dar el aviso de subida y bajada del telón.
- Avisar o señalar la materialización de ciertos efectos; en siglos pasados, el traspunte, como un primitivo técnico de sonido, estaba encargado él mismo de hacer los ruidos marcados en el libreto (un disparo, cercano pero fuera de la escena, las campanas a lo lejos, la sirena de la fábrica y el pitido del tren, etc.[2]

### Famosos traspuntes
Ha quedado noticia de notables literatos como William Shakespeare o el aventurero Ciro Bayo que entre sus muchas ocupaciones tuvieron también la de traspunte. Y no menos popular, aunque anónimo, fue aquel traspunte de los tiempos del teatro barroco (cuando no estaba permitido a las mujeres actuar, siendo sus papeles interpretados por varones), que salió a anunciar al "respetable público" que el espectáculo no podía comenzar «porque la dama se estaba afeitando».